# Haim Bar-Lev

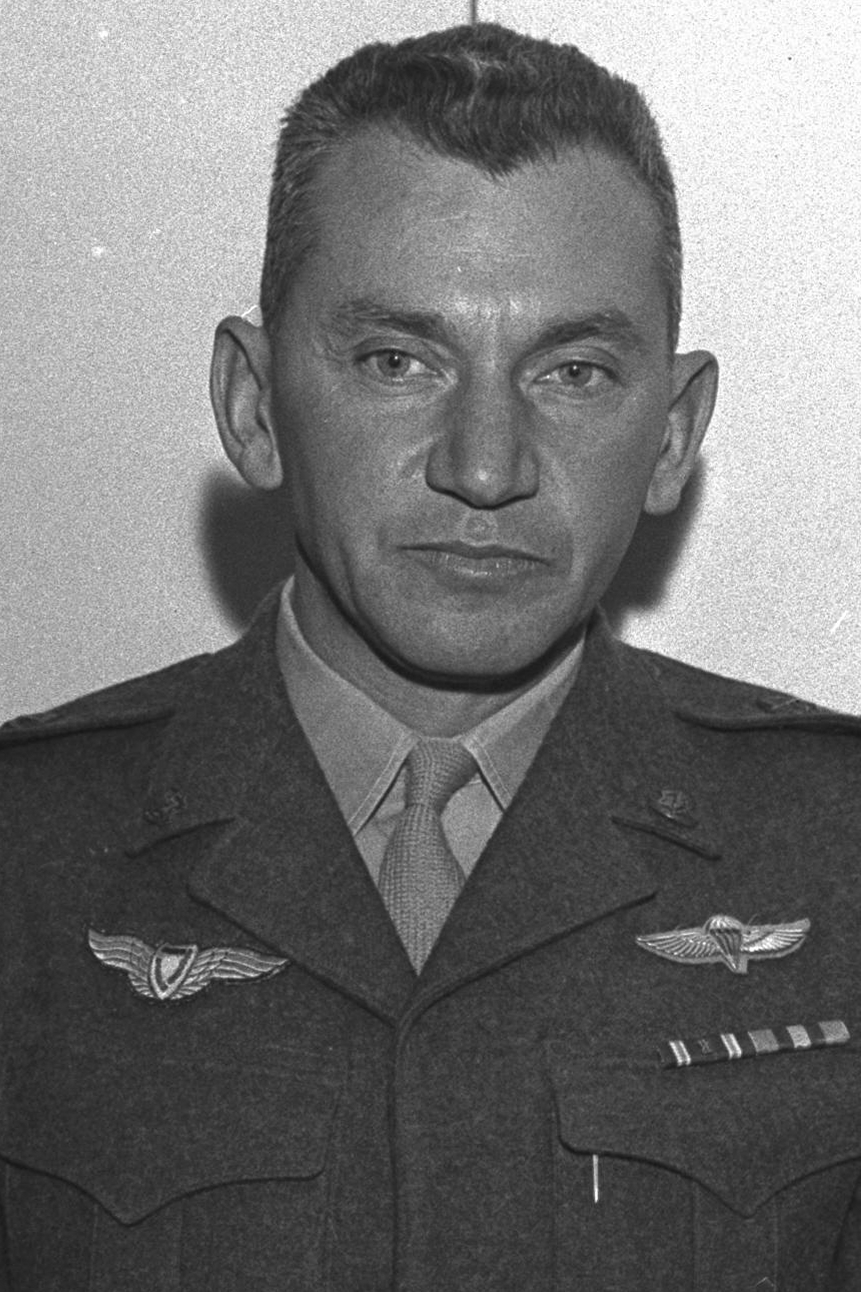
Generalul israelian Haim Bar-Lev.

Haim Bar-Lev (în ebraică חיים בר-לב‎), născut cu numele de Haim Brotzlewsky (n. 16 noiembrie 1924, Viena, Republica Austriacă – d. 7 mai 1994, Tel Aviv, Israel) a fost un general și om politic israelian. A îndeplinit funcția de șef al Marelui Stat Major al Armatei Israeliene în perioada 1968-1972.
În anul 1973, generalul-locotenent Haim Bar-Lev a fost comandant temporar al Armatei de Sud a Israelului.